# Coppa Montenero

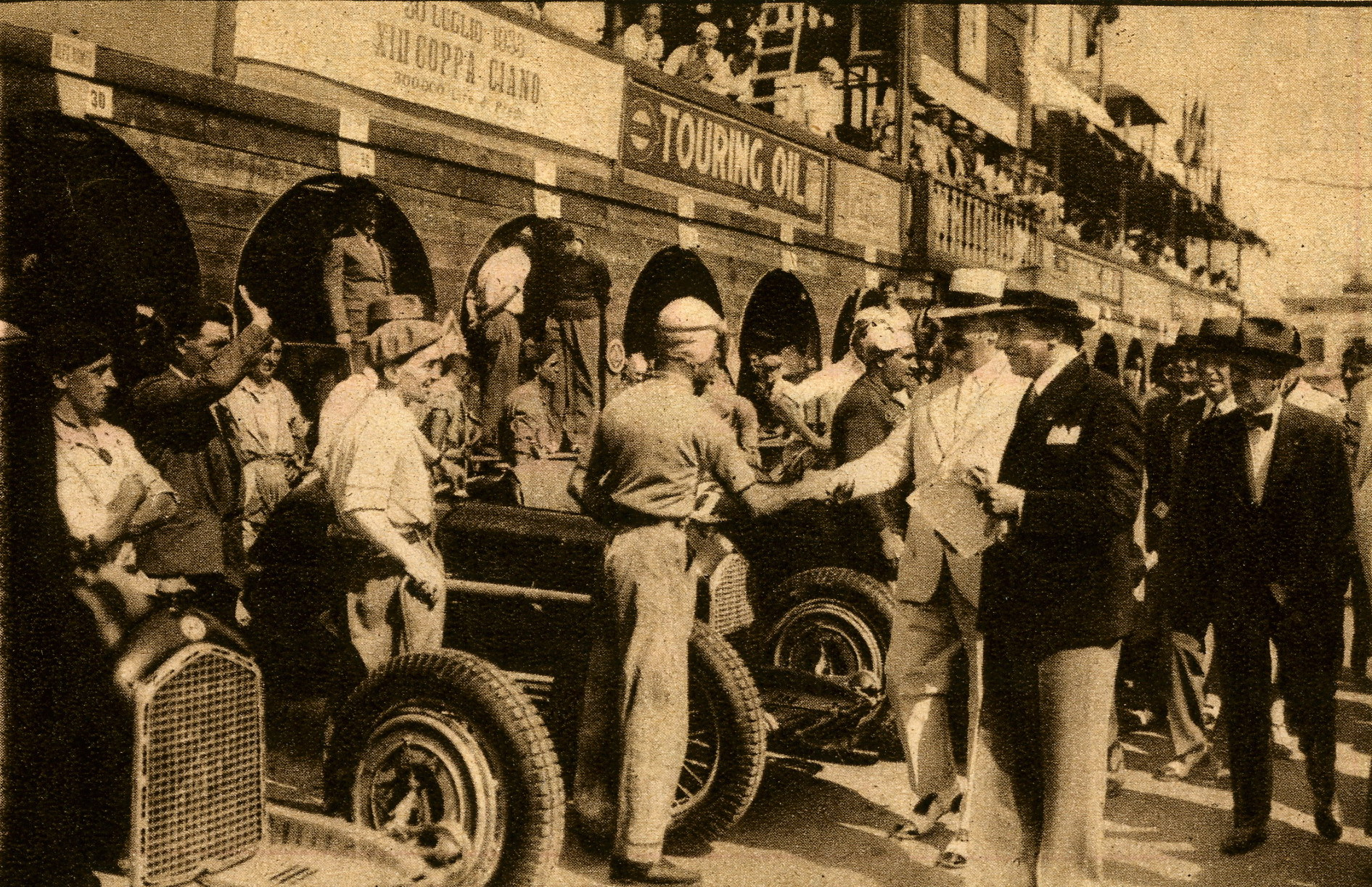

La Coppa Montenero, qui fera place à la Coppa Ciano, est une course automobile créée en 1921 et disparue en 1947. Elle se déroulait sur le très long circuit de Livourne. La Coppa Montenero a accueilli des courses de Formule Libre, de Formule 750, de Formule 3 L/4,5 L et de voiturettes.

## Historique
Costanzo Ciano, le ministre Italien des communications crée en 1927 la course qui porte son nom, la Coppa Ciano. Cette course de voiturettes n'est disputée que deux fois, en 1927 et en 1928. Dès 1929, la Coppa Ciano devient le trophée récompensant la « meilleure performance dans le sport ». En 1937, à la suite de pressions du parti fasciste italien dont Ciano fait partie, la Coppa Montenero est choisie pour être disputée comme le Grand Prix d'Italie.
En 1935 est créée la Coppa Edda Ciano, une course de voiturettes distincte de la Coppa Montenero et de la Coppa Ciano qui, elle, accueille des voitures de Grands Prix. Cette course est disputée jusqu'en 1938.

## Palmarès
| Année     | Vainqueur                                       | Voiture                                         | Discipline                                      | Circuit                                         | Résultats                                       |
| --------- | ----------------------------------------------- | ----------------------------------------------- | ----------------------------------------------- | ----------------------------------------------- | ----------------------------------------------- |
| 1921      | Carlo Lotti                                     | Ansaldo                                         | Grand Prix                                      | Livourne                                        | Résultats                                       |
| 1922      | Carlo Masetti                                   | Bugatti                                         | Grand Prix                                      | Livourne                                        | Résultats                                       |
| 1923      | Mario Razzauti                                  | Ansaldo                                         | Grand Prix                                      | Livourne                                        | Résultats                                       |
| 1924      | Renato Balestrero                               | OM                                              | Grand Prix                                      | Livourne                                        | Résultats                                       |
| 1925      | Emilio Materassi                                | Itala                                           | Grand Prix                                      | Livourne                                        | Résultats                                       |
| 1926      | Emilio Materassi                                | Itala                                           | Grand Prix                                      | Livourne                                        | Résultats                                       |
| 1927      | Emilio Materassi                                | Bugatti                                         | Grand Prix                                      | Livourne                                        | Résultats                                       |
| 1928      | Emilio Materassi                                | Talbot                                          | Grand Prix                                      | Livourne                                        | Résultats                                       |
| 1929      | Achille Varzi                                   | Alfa Romeo                                      | Grand Prix                                      | Livourne                                        | Résultats                                       |
| 1930      | Luigi Fagioli                                   | Maserati                                        | Grand Prix                                      | Livourne                                        | Résultats                                       |
| 1931      | Tazio Nuvolari                                  | Alfa Romeo                                      | Grand Prix                                      | Livourne                                        | Résultats                                       |
| 1932      | Tazio Nuvolari                                  | Alfa Romeo                                      | Grand Prix                                      | Livourne                                        | Résultats                                       |
| 1933      | Tazio Nuvolari                                  | Alfa Romeo                                      | Grand Prix                                      | Livourne                                        | Résultats                                       |
| 1934      | Achille Varzi                                   | Alfa Romeo                                      | Grand Prix                                      | Livourne                                        | Résultats                                       |
| 1935      | Tazio Nuvolari                                  | Alfa Romeo                                      | Grand Prix                                      | Livourne                                        | Résultats                                       |
| 1936      | Tazio Nuvolari Carlo Maria Pintacuda            | Alfa Romeo                                      | Grand Prix                                      | Livourne                                        | Résultats                                       |
| 1937      | Course disputée en tant que Grand Prix d'Italie | Course disputée en tant que Grand Prix d'Italie | Course disputée en tant que Grand Prix d'Italie | Course disputée en tant que Grand Prix d'Italie | Course disputée en tant que Grand Prix d'Italie |
| 1938      | Hermann Lang                                    | Mercedes-Benz                                   | Grand Prix                                      | Livourne                                        | Résultats                                       |
| 1939      | Giuseppe Farina                                 | Alfa Romeo                                      | Voiturettes                                     | Livourne                                        | Résultats                                       |
| 1940–1946 | Non couru                                       | Non couru                                       | Non couru                                       | Non couru                                       | Non couru                                       |
| 1947      | Franco Venturi                                  | Cisitalia-Fiat                                  | Voiturettes                                     | Livourne                                        | Résultats                                       |

## Coppa Ciano
| Année | Vainqueur        | Voiture    | Discipline        | Circuit  | Résultats |
| ----- | ---------------- | ---------- | ----------------- | -------- | --------- |
| 1927  | Attilio Marinoni | Alfa Romeo | Voitures de Sport | Livourne | Résultats |
| 1928  | Mario Razzauti   | Alfa Romeo | Voitures de Sport | Livourne | Résultats |

## Coppa Edda Ciano
| Année | Vainqueur           | Voiture    | Discipline        | Circuit | Résultats |
| ----- | ------------------- | ---------- | ----------------- | ------- | --------- |
| 1935  | Mario Tadini        | Alfa Romeo | Voitures de Sport | Lucques | Résultats |
| 1936  | Mario Tadini        | Alfa Romeo | Voitures de Sport | Lucques | Résultats |
| 1937  | Carlo Felice Trossi | Maserati   | Voitures de Sport | Lucques | Résultats |
| 1938  | Luigi Villoresi     | Maserati   | Voitures de Sport | Lucques | Résultats |

## Longueur du tracé et des épreuves
| Date      | Nom de l'épreuve                           | Distance totale | Nb. de tours Longueur du tracé |
| --------- | ------------------------------------------ | --------------- | ------------------------------ |
| 1921      | Coppa Montenero                            | 110 km          | 6 tours de 18,5 km             |
| 1922-1924 | Coppa Montenero                            | 180 km          | 8 tours de 22,5 km             |
| 1925-1930 | Coppa Montenero (1re Coppa Ciano en 1927)  | 225 km          | 10 tours de 22,5 km            |
| 1931-1932 | Coppa Ciano                                | 200 km          | 10 tours de 20 km              |
| 1933-1935 | Coppa Ciano                                | 240 km          | 12 tours de 20 km              |
| 1936      | Coppa Ciano                                | 216,5 km        | 30 tours de 7,218 km           |
| 1937      | XV Gran Premio d'Italia (XVII Coppa Ciano) | 360 km          | 50 tours de 7,218 km           |
| 1938      | Coppa Ciano                                | 145 km          | 25 tours de 5,8 km             |
| 1939      | Coppa Ciano                                | 232 km          | 40 tours de 5,8 km             |
| 1947      | Coppa Montenero                            | 125 km          | 25 tours de 5,01 km            |

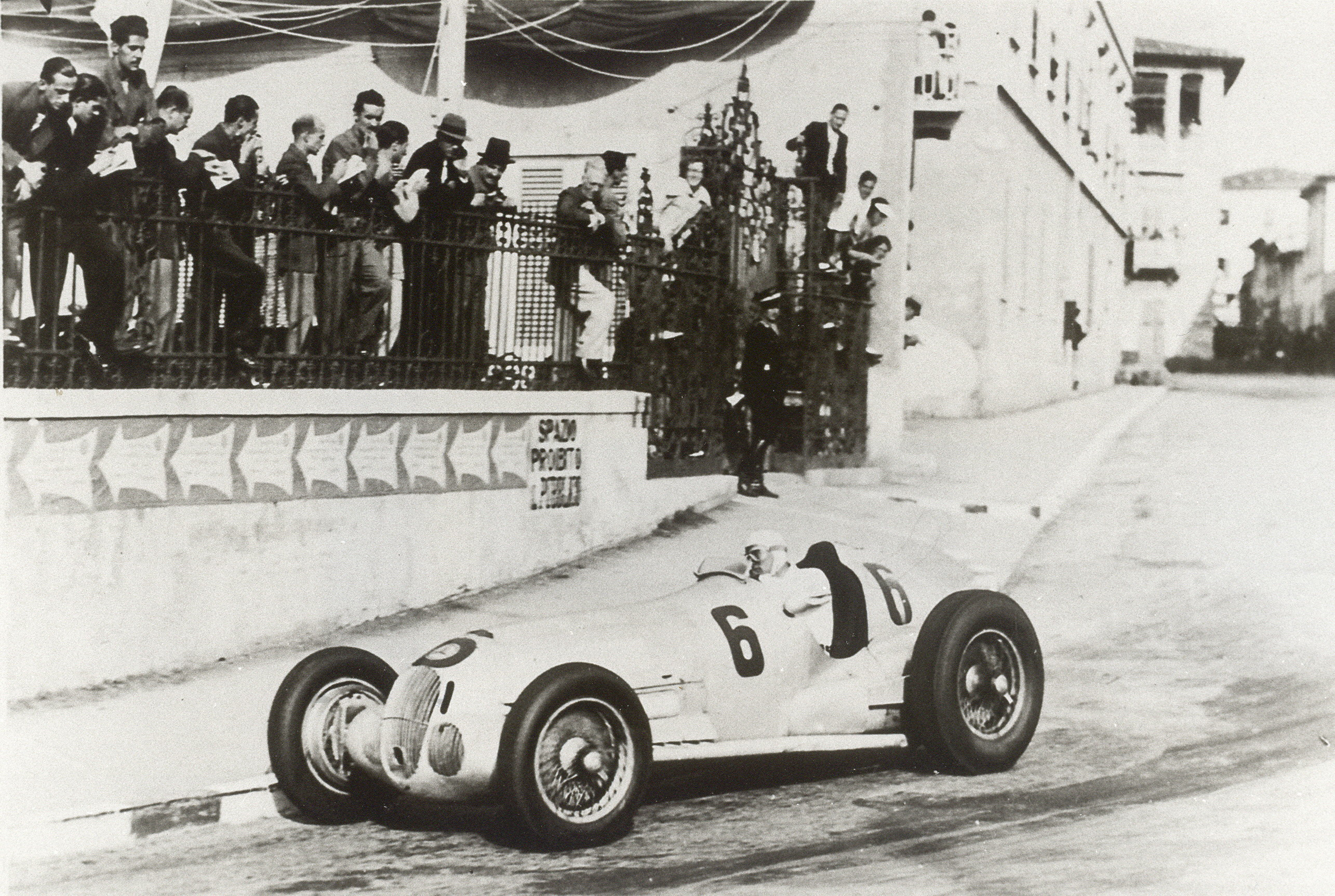
Hermann Lang dans le virage Antignano, lors du Grand Prix d'Italie 1937.

La partie montagneuse du circuit est abandonnée à partir de 1936